# Miquel Costa i Llobera
Miquel Costa i Llobera, en castillan Miguel Costa y Llobera, né le 10 mars 1854 à Pollença et mort le 16 octobre 1922 à Palma, est un poète majorquin de langue catalane, prêtre, et écrivain.

## Biographie
Né à Pollença, en Espagne, en 1854, il était le fils d’une famille de propriétaires ruraux. Il a grandi très influencé par son oncle, médecin à Pollença, qui l’a initié au paysage local et à l’intérêt pour la littérature classique.
Disciple de l’écrivain Josep Lluís Pons i Gallarza, il étudie à Barcelone, où il rencontre Antoni Rubió i Lluch. En 1874, il remporte un prix aux Jeux floraux. Il cultive, dans un premier temps, la poésie romantique, qu’il développe dans le volume Poesies (1885) et dans son poème le plus connu, Le pin de Formentor, écrit entièrement en vers alexandrins, une ode à un pin de la presqu'île de Formentor, Majorque, lequel a inspiré des artistes comme Joan Miró ou Hermen Anglada Camarasa.
En 1900, il écrivit son grand poème La deixa del geni grec, inspiré par les lectures de Leconte de Lisle, André Chénier et Homère (notamment l'Odyssée). Ce poème raconte l’histoire d’un groupe de Grecs ayant débarqué à Majorque il y a des millénaires. Ils sont capturés par les tribus locales de frondeurs à Ses Païsses, qui envisagent de les sacrifier aux talayots. Le poème introduit également l’un des personnages les plus célèbres de Costa i Llobera : la sibylle locale  Nuredduna. Cet épique fut plus tard transformé en opéra.
En 1902, il reçut le titre de Mestre en Gai Saber, après avoir remporté trois prix ordinaires aux  Jeux Floraux. La même année, il fut élu membre de l'Académie royale espagnole.
En 1906, il publie son recueil de poèmes le plus important, nommé Horacianes, en hommage à Horace. Ces Horacianes étaient donc une série de poèmes dédiés au poète latin Horace. Miquel Costa se consacra précisément à l'utilisation soigneuse des formes poétiques et littéraires classiques pour imiter, en catalan, les formes versifiées de la poésie antique grecque et romaine. Le livre fut très bien accueilli en Catalogne et également loué par des critiques espagnols tels que Marcelino Menéndez y Pelayo, qui saluait les innovations métriques du poète et allait jusqu'à qualifier ses vers de "dignes de figurer parmi les meilleurs écrits aujourd'hui en Espagne". Frédéric Mistral, qui avait reçu le prix Nobel de littérature en 1904, a aussi envoyé ses compliments à Costa i Llobera dans une lettre écrite en occitan, jugeant ses odes "mélodieuses" et "dignes des lauriers du Tibur".
En 1907, l’auteur, accompagné d’autres Majorquins comme Maria Antònia Salvà, commence un pèlerinage à travers le Moyen-Orient, qui se termine en Palestine et en Terre Sainte. Costa i Llobera a tenu un journal du voyage, intégré dans le livre Visions de Palestina (1908). C’est ainsi que le poète exprime les sensations et les impressions que les sites sacrés produisent sur lui. La même année, Costa i Llobera prononce le discours inaugural des Jeux floraux de Gérone.

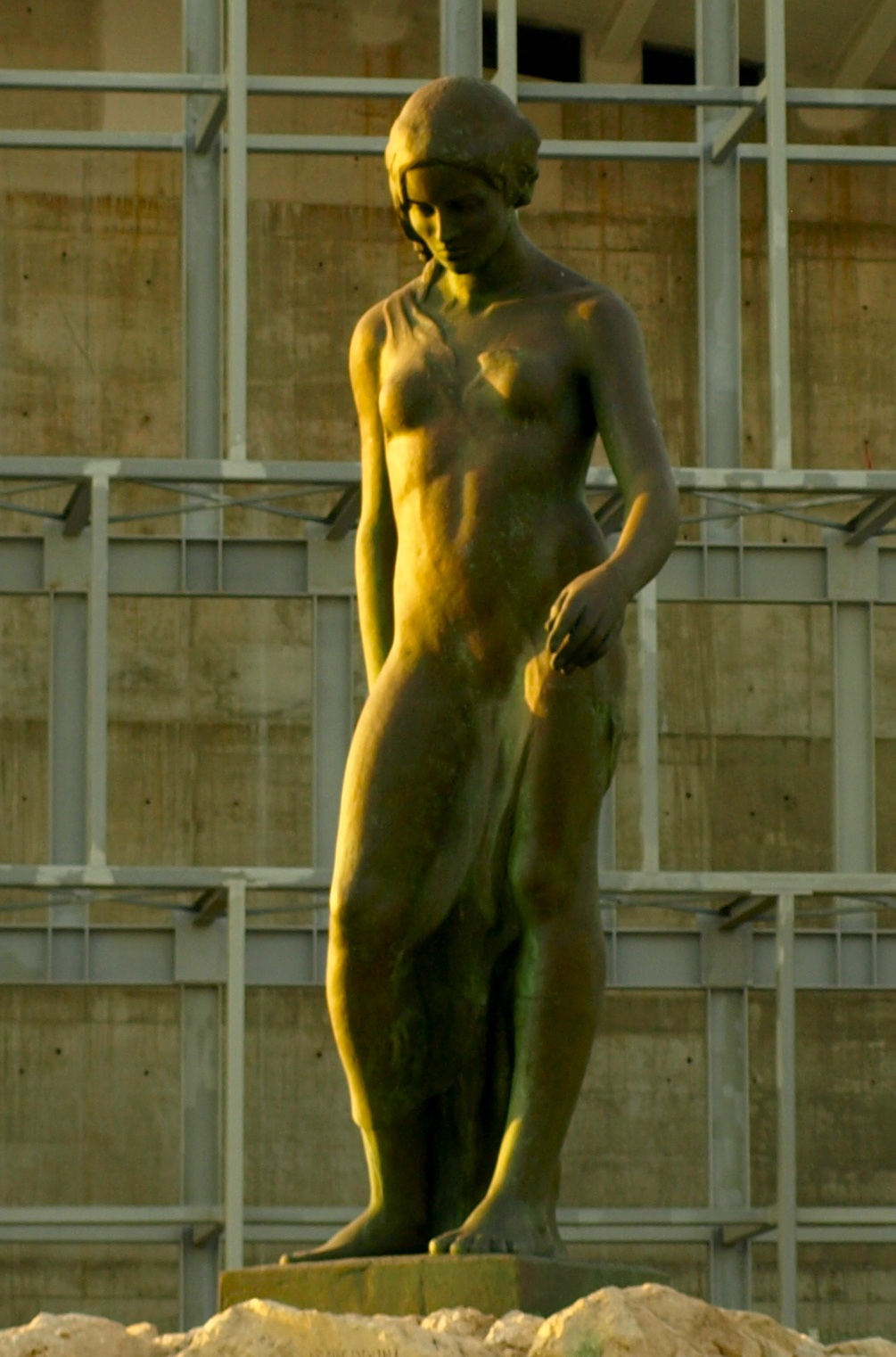
Statue de Nuredduna, en hommage au poète à Palma de Majorque.

Il meurt en 1922, de manière inopinée en prononçant le panégyrique à l'occasion du troisième centenaire de la canonisation de Sainte Thérèse d'Avila depuis la chaire de l'église des Carmes déchaussés de Palma, aux Baléares, en Espagne.
Il devient vénérable le 19 janvier 2023.

## Œuvres
En catalan:
- Le pin de Formentor (1875)
- Poesies (1885)
- De l'agre de la terra (1897)
- La deixa del geni grec (1900)
- Tradicions i fantasies (1903)
- Horacianes (1906)
- Visions de Palestina (1908)
- Sermons panegírics (1916)

En espagnol:
- Líricas (1899)

Traductions:
- Himnes de  Prudenci

## Hommages publics

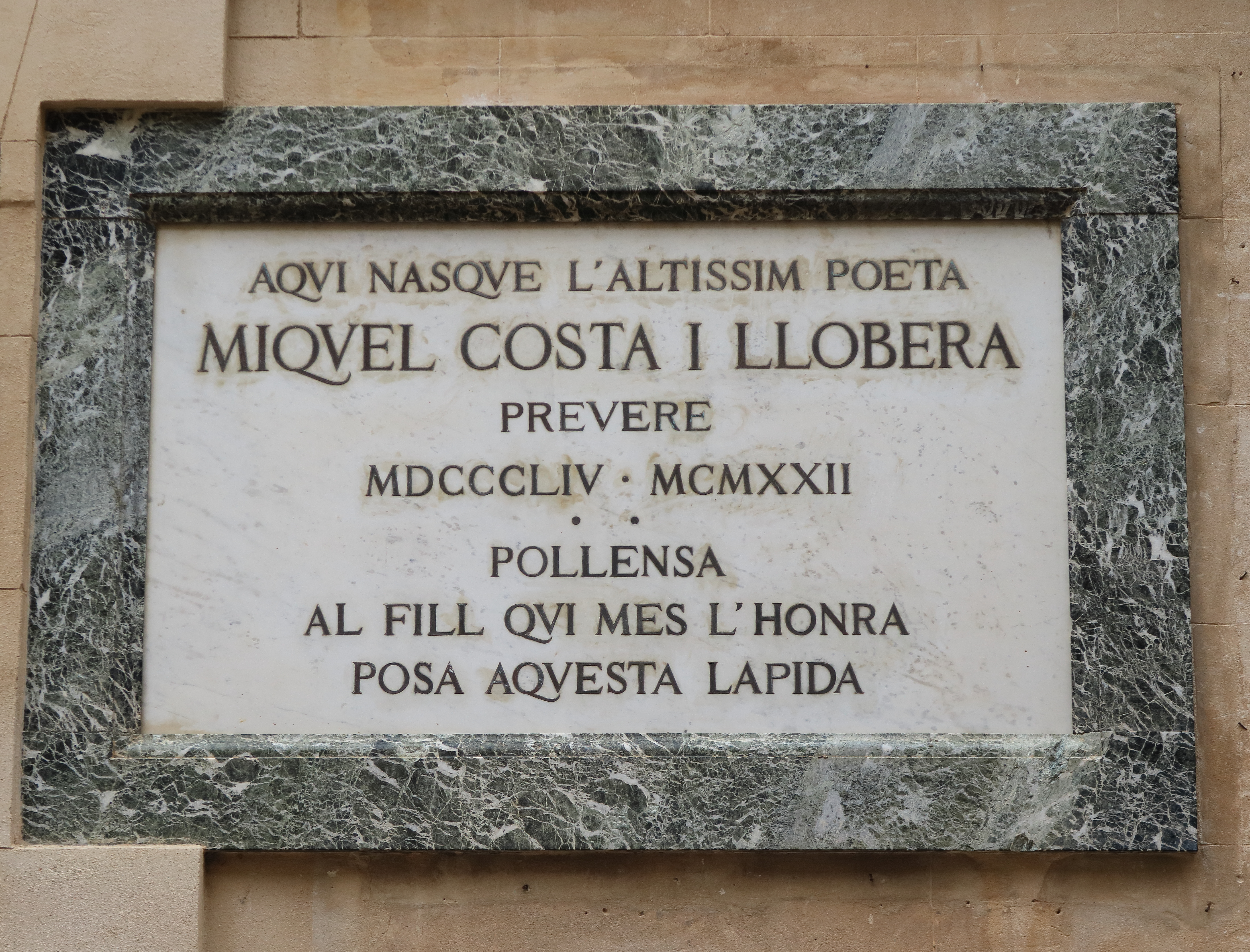
Pollença, maison de Miquel Costa i Llobera

- Les Jardins Mossèn Costa i Llobera, sur la montagne de Montjuïc, à Barcelone, portent son nom[6].
- Plusieurs écoles en Espagne portent le nom du poète : une dans le quartier de Can Caralleu à Barcelone, une autre à Pollença, une au centre-ville de Palma et une autre dans la municipalité de Marratxí.
- Une plaque commémorative est apposée sur sa maison de Pollença.
- L'astéroïde de la ceinture principale (16852) Nuredduna est  dédiée à l'héroïne du poème La deixa del geni grec de Miquel Costa i Llobera.
- En plus, le 3 février 2025, un astéroïde a été nommé en son honneur : (397800) Costaillobera[7].